# Microhoria oberthuri
Microhoria oberthuri là một loài bọ cánh cứng trong họ Anthicidae. Loài này được Baudi miêu tả khoa học năm 1877.